# Línea 29 (Maldonado)
La línea 29 es un servicio de transporte público del departamento de Maldonado, Uruguay. Su destino es Dos Puentes, saliendo de Piriápolis o Pan de Azúcar.

## Localidades
Este servicio pasa por las siguientes ubicaciones:
- Pan de Azúcar
- Piriápolis
- Playa Hermosa
- Balneario Las Flores
- Solís
- Dos Puentes

## Horarios
Desde Pan de Azúcar se dan dos salidas diarias: a las 7 horas y a las 13. Mientras que desde Piriápolis lo hace un total de tres, a las 15:00, 17:35 y 19:40
En Dos Puentes también salen tres horarios por día.